# Ibrahim Somé Salombo
Ibrahim Somé Salombo (Kinshasa, 24 maggio 1988) è un calciatore congolese (Repubblica Democratica del Congo), attaccante del Royal Léopold.

## Carriera

### Club
Cresciuto nelle giovanili nell'Ajax Cape Town, ancora giovanissimo si trasferisce in Belgio al Brussels. Ingaggiato dal Lokeren, nel gennaio del 2008 viene ceduto in prestito alla squadra serba del Bežanija dove si mette in luce.
Nell'estate del 2008 viene ingaggiato dalla Stella Rossa di Belgrado.

### Nazionale
Tra il 2006 ed il 2007 ha giocato complessivamente 4 partite in nazionale.

## Palmarès

### Club

#### Competizioni nazionali
- Campionato lussemburghese: 1

F91 Dudelange: 2010-2011
- Tweede klasse: 1

White Star Bruxelles: 2015-2016